# 온라인 언론
온라인 언론은 인터넷이나 매체를 통해 신문이나 방송 등의 정기간행물을 전달하는 언론 방식을 일컫는다. 사실 또는 사건에 대한 보도가 인터넷을 통해 생산 및 유포되는 것을 가리키는 용어로 보는 간략한 정의도 있다. 새로운 유형의 언론 분야로 인식하고 있으며, 수용자의 대상이 온라인 이용 독자로 한정되는 것이 온라인 언론과 다른 언론과 구분 짓는 가장 중요한 요소이다.
온라인 언론은 인터넷을 '많은 사람들이 여러 경로를 통해 정보에 접근하고 서로 소통할 수 있도록 하며, 시간과 공간을 동등하게 공유하며 참여가 가능한 플랫폼'이라고 보는 시각에 기반을 두고 있다.

## 온라인 언론에 대한 여러 가지 정의
여기에는 다양한 관점들이 있다. 롤랜드 월크(Roland. De Wolk)에 따르면 "사람들이 컴퓨터나 다른 유사한 장치를 통해 읽거나 보고 들을 수 있는 인터넷 특히 월드 와이드웹에 올려진 뉴스와 정보"라고 설명한다.
듀즈(M. Deuze)는 언론인에 의해 생산되는 콘텐츠 영역은 물론이고 진입 장벽 없이 공적 커뮤니케이션을 할 수 있는 개인들 사이의 공공적 연계성(public connetivity) 영역으로 확장해 설명한다.
그러나 온라인 언론의 영역을 지나치게 광범위하게 규정할 경우 온라인 상에서 유통되는 모든 형태의 정보 교환 즉 온라인이라는 수단을 이용해 정보를 제공하는 여타의 온라인 정보 제공 서비스와 우리가 통상적으로 생각하고 있는 언론 간의 구분이 애매모호해질 수 있다.
크레이그(Craig)처럼 정치,경제,사회,문화,시사 등에 관한 보도, 논평 및 여론 등을 전파하기 위한 목적으로 인터넷과 같은 가상공간을 활용해 온라인 이용자에게 전문적으로 정보를 제공하는 언론으로 축소해서 볼 수도 있다.
좀 상세히 접근하면 온라인 언론은 전통 언론의 원칙에 기반하고, 공공적인 이익을 다루는 소통에 근거한 보도, 논평 및 여론 등을 전파하기 위한 목적으로 인터넷과 같은 가상공간을 이용해 정보를 제공하는 언론이라고 할 것이다.

## 다른 명칭
온라인 언론과 비슷한 의미로 쓰이는 다른 말들로는 '디지털 언론'(가와모토(Kawamoto)에 따르면 컴퓨터를 사용할 줄 아는 수용자에게 뉴스와 정보를 조사하고 생산하고 전달하기 위해 디지털 기술을 사용하는 것), '인터넷 언론', '웹 언론'(제임스 스토벌(James G. Stovall)) 등이 있다. 이 밖에도 '사이버 언론' 등 수많은 명칭들이 속속 등장하고 있다.

## 역사
김대중 정부가 미국의 클린턴 행정부의 정치적 슬로건이었던 초고속 정보망(en:information superhighway) 추진에 영향을 받아 지속적으로 정보 통신 분야를 활성화시키기 위하여 노력한 결과, 대한민국에서 저렴한 퍼스널 컴퓨터(PC)의 보급으로 컴퓨터 사용 인구가 급격하게 확대되고 기존의 모뎀 접속 방식보다 월등히 뛰어난 속도를 제공하는 케이블망과 ADSL망이 도입되었다. 이 과정에서 ISP(Information service provider) 업체들은 가입자 유치를 위하여 경쟁적으로 가격을 인하하였고, 이는 초고속 인터넷 사용자가 급격하게 증가하게 하였다.
이러한 인터넷 기반 시장의 폭발적인 성장, 특히 1998년 발생한 IT 벤처 투자 열풍은 기존의 주요 일간지들이 인터넷 사업에 관심을 보이게 되는 직접적인 계기가 되었다. 인터넷 진출 초기에 일간지들은 온라인 정보 제공 사업에 관심이 없었으며, 새로운 언론 매체로서의 인터넷에 대한 지식과 비전도 없었다. 오히려 인터넷에는 전자 상거래 또는 뉴스가 아닌 부동산, 취업, 관광 관련 정보가 어울린다고 판단하였다. 따라서 초기 일간지 웹사이트는 인터넷 신문보다는 포털 사이트를 지향하였다. 1992년 《시카고 트리뷴》이 세계 최초의 온라인 신문을 창간하고 미국에서 온라인 신문이 속속 창간되자, 대한민국의 신문사들도 이것에 영향을 받아 1995년 3월에 《중앙일보》가 인터넷 서비스를 처음 시작하였고, 뒤이어 《조선일보》가 디지털 조선을, 《동아일보》가 마이더스 동아를 창간하였다.
1998년 패러디 신문인 《딴지일보》가 등장해 한때 인기를 끌었으나 점차 풍자적인 드러지 신문들은 사라졌고, 2000년 대한민국 최초의 독립 온라인 신문인 《오마이뉴스》가 창간되어 본격적으로 독립 온라인 신문이 온라인 저널리즘에 등장하게 되었다. 《오마이뉴스》는 "모든 시민은 기자다"라는 캐치프라이즈를 내걸고 전문 기자가 작성한 심층 기사와 아마추어 기자(시민 기자)가 작성한 기사를 5 대 5로 편집하는 등 기존 인쇄 신문과는 다른 저널리즘 유형을 선보였다.
한편 1997년 야후 코리아가 포털 서비스를 처음 시작한 이후 뉴스는 포털의 메인 페이지에 배치되었고 1998년 야후 코리아가 대한민국에서 최초로 언론사로부터 뉴스를 공급받아 뉴스를 제공하기 시작하였다. 그러나 당시 포털은 뉴스를 주요 서비스로 인식하지 않았으며, 포털을 통해 뉴스 정보를 소비하는 이용자도 많지 않았다. 2001년 12월 기준으로 언론사 사이트와 포털 사이트이 순이용자 규모를 비교해 보면 조선닷컴은 731만 명, 한국아이닷컴은 643만 명으로 야후 뉴스의 512만 명, 미디어다음의 260만명, 네이버 뉴스의 260만명보다 큰 규모였다. 따라서 포털 사이트의 뉴스 서비스는 기존 언론사 사이트에 위협이 되지 않았으며, 포털과 뉴스의 결합이 초래할 위력에 대해 주목하는 사람은 많지 않았다.
2002년 월드컵과 대통령 선거를 계기로 인터넷을 통한 정보 이용과 게시판 활동 등이 급격하게 증가하였다. 이에 포털은 월드컵과 대통령 선거와 같은 전국민적 관심을 집중시키는 시기에 정보 수요가 급증하는 것을 확인하고 뉴스의 상업적, 서비스적 가치에 관심을 기울이기 시작하였으며, 뉴스 제공 서비스를 다양한 언론사들로부터 정보를 종합하고 목록을 보여주는 서비스로 발전시켰다. 2003년 다음은 뉴스의 전달이라는 기존의 포털 뉴스 공급 방식을 넘어 뉴스의 취재와 생산, 편집, 유통에 이르는 전과정을 독립적으로 수행하는 미디어 다음을 출범시켰다. 또한 네이버도 이 시기에 뉴스 서비스를 대대적으로 개편하여 전문적으로 가공된 정보로서 뉴스를 제공하기 시작하였다. 포털 사이트가 뉴스 서비스를 강화한 2002년과 2003년을 기점으로 포털에서의 뉴스 소비량은 기존 언론사 사이트의 뉴스 소비량을 앞지르기 시작하였다. 특히 포털 뉴스 서비스의 페이지 뷰는 2006년 월드컵을 계기로 다시 급증하였는데, 이는 국민적 관심사의 등장에 따른 신속한 정보에 대한 요구와 공유된 정보에 기반한 상호 작용 욕구의 증가가 포털 뉴스의 이용과 긴밀하게 연관된 결과이다.

## 같이 보기
- 온라인 신문
- UCC